# 薛琦鉉
薛 琦鉉（ソル・ギヒョン、 朝: 설기현、 1979年1月8日 - ）は、大韓民国江原道旌善郡出身の元サッカー選手、サッカー指導者。元韓国代表選手。本貫は淳昌薛氏。
ポジションはフォワードおよびミッドフィルダーで、主にサイドの攻撃的なポジションを担当していた。現在はKリーグ2の慶南FCの監督を務めている。

## 経歴

### 選手
2000年の夏にロイヤル・アントワープFCに入団。そのシーズンに10得点を記録。そして2001年の夏にRSCアンデルレヒトに入団。アンデルレヒトでは3シーズンを過ごし72試合18得点を記録。
そして2004年の夏にチャンピオンシップのウルヴァーハンプトン・ワンダラーズFCに移籍。イングランドにも慣れた2006年の夏にレディングFCに入団。
2006年7月14日のプレシーズンマッチのディドゥコット戦でレディングでのデビューを飾る
。
開幕戦のミドルスブラFCとの試合で先発フル出場を果たし1アシストを記録するなど勝利に貢献した。このシーズンは27試合に出場し4ゴールを決めた。レディングでは主に右ウイングでプレーしていたが数試合ほどCFでもプレーしていた。
2007年8月、フラムFCへの移籍が決定。入れ替わる形でリアム・ロシニアーがレディングに加入した。移籍金は100万ポンド（約2億3000万円）である。フラム移籍後はレディング時代のようなパフォーマンスを披露できておらず、2009年1月14日、6ヵ月のレンタル移籍でサウジ・プレミアリーグのアル・ヒラルへ移籍。なお韓国人選手がサウジアラビアのクラブに移籍するのは彼が初めてであった。
その後、VfLヴォルフスブルクが興味を示していることが報道された
 が、2010年1月15日フラムを退団することが発表され、その3日後の18日にKリーグの浦項スティーラースと1年契約を結んだことが発表された。
2011年蔚山、2012年仁川へと移籍。
2015年3月4日、引退記者会見を開いて選手生活に終わりを告げた。

### 指導者
2015年3月の選手引退後、すぐに成均館大学校サッカー部監督代行に就任し、指導者のキャリアをスタートさせた。
2019年1月28日、タイのチョンブリー県で開催されたAFCプロフェッショナル・コーチング・ディプロマの講習会に参加。この講習会には他に金南一、村山哲也、加藤光男らが参加した。
2019年12月26日、Kリーグ2への降格が決まった慶南FCの監督に就任。

## エピソード
- RSCアンデルレヒト時代に韓国人として初めてUEFAチャンピオンズリーグに出場した。
- 貧しい母子家庭に育ち、成人するまで一日一食のみ。他は水を飲むのみであったと言う。

## 個人成績
| 国内大会個人成績 | 国内大会個人成績       | 国内大会個人成績 | 国内大会個人成績   | 国内大会個人成績 | 国内大会個人成績 | 国内大会個人成績 | 国内大会個人成績 | 国内大会個人成績 | 国内大会個人成績 | 国内大会個人成績 | 国内大会個人成績 |
| 年度             | クラブ                 | 背番号           | リーグ             | リーグ戦         | リーグ戦         | リーグ杯         | リーグ杯         | オープン杯       | オープン杯       | 期間通算         | 期間通算         |
| 年度             | クラブ                 | 背番号           | リーグ             | 出場             | 得点             | 出場             | 得点             | 出場             | 得点             | 出場             | 得点             |
| ベルギー         | ベルギー               | ベルギー         | ベルギー           | リーグ戦         | リーグ戦         | リーグ杯         | リーグ杯         | ベルギー杯       | ベルギー杯       | 期間通算         | 期間通算         |
| ---------------- | ---------------------- | ---------------- | ------------------ | ---------------- | ---------------- | ---------------- | ---------------- | ---------------- | ---------------- | ---------------- | ---------------- |
| 2000-01          | ロイヤル・アントワープ |                  | ジュピラー         | 25               | 10               | -                | -                | 2                | 1                | 27               | 11               |
| 2001-02          | アンデルレヒト         |                  | ジュピラー         | 20               | 3                | -                | -                | 0                | 0                | 20               | 3                |
| 2002-03          | アンデルレヒト         |                  | ジュピラー         | 32               | 12               | -                | -                | 3                | 0                | 35               | 12               |
| 2003-04          | アンデルレヒト         |                  | ジュピラー         | 19               | 3                | -                | -                | 1                | 0                | 20               | 3                |
| 2004-05          | アンデルレヒト         |                  | ジュピラー         | 1                | 0                | -                | -                | 0                | 0                | 1                | 0                |
| イングランド     | イングランド           | イングランド     | イングランド       | リーグ戦         | リーグ戦         | FLカップ         | FLカップ         | FAカップ         | FAカップ         | 期間通算         | 期間通算         |
| 2004-05          | ウルヴァーハンプトン   | 19               | チャンピオンシップ | 37               | 4                | 1                | 1                | 2                | 1                | 40               | 6                |
| 2005-06          | ウルヴァーハンプトン   | 19               | チャンピオンシップ | 32               | 4                | 2                | 0                | 2                | 0                | 36               | 4                |
| 2006-07          | レディング             | 19               | プレミア           | 27               | 4                | 0                | 0                | 4                | 0                | 31               | 4                |
| 2007-08          | レディング             | 19               | プレミア           | 3                | 0                | 0                | 0                | 0                | 0                | 3                | 0                |
| 2007-08          | フラム                 | 7                | プレミア           | 12               | 0                | 1                | 0                | 2                | 0                | 15               | 0                |
| 2008-09          | フラム                 | 7                | プレミア           | 4                | 1                | 2                | 0                | 0                | 0                | 6                | 1                |
| サウジアラビア   | サウジアラビア         | サウジアラビア   | サウジアラビア     | リーグ戦         | リーグ戦         | リーグ杯         | リーグ杯         | オープン杯       | オープン杯       | 期間通算         | 期間通算         |
| 2008-09          | アル・ヒラル           | 19               | プレミア           | 7                | 0                | 5                | 1                | 5                | 0                | 17               | 1                |
| イングランド     | イングランド           | イングランド     | イングランド       | リーグ戦         | リーグ戦         | FLカップ         | FLカップ         | FAカップ         | FAカップ         | 期間通算         | 期間通算         |
| 2009-10          | フラム                 | 7                | プレミア           | 2                | 0                | 1                | 0                | 0                | 0                | 3                | 0                |
| 韓国             | 韓国                   | 韓国             | 韓国               | リーグ戦         | リーグ戦         | リーグ杯         | リーグ杯         | FA杯             | FA杯             | 期間通算         | 期間通算         |
| 2010             | 浦項スティーラース     | 11               | Kリーグ            | 16               | 7                | 0                | 0                | 0                | 0                | 16               | 7                |
| 2011             | 蔚山現代               |                  | Kリーグ            | 34               | 5                | 7                | 2                | 4                | 2                | 45               | 9                |
| 2012             | 仁川ユナイテッド       | 10               | Kリーグ            | 40               | 7                | -                | -                | 1                | 1                | 41               | 8                |
| 通算             | ベルギー               | ベルギー         | ジュピラー         | 97               | 28               | -                | -                | 6                | 1                | 103              | 29               |
| 通算             | イングランド           | イングランド     | プレミア           | 48               | 5                | 4                | 0                | 6                | 0                | 58               | 5                |
| 通算             | イングランド           | イングランド     | チャンピオンシップ | 69               | 8                | 3                | 1                | 4                | 1                | 76               | 10               |
| 通算             | サウジアラビア         | サウジアラビア   | プレミア           | 7                | 0                | 5                | 1                | 5                | 0                | 17               | 1                |
| 通算             | 韓国                   | 韓国             | Kリーグ            | 90               | 19               | 7                | 2                | 5                | 3                | 102              | 24               |
| 総通算           | 総通算                 | 総通算           | 総通算             | 311              | 60               | 19               | 4                | 26               | 5                | 356              | 69               |

## 代表歴

### 出場大会
- 韓国代表
  - 2002 FIFAワールドカップ
  - 2006 FIFAワールドカップ

### 試合数
- 国際Aマッチ 82試合 19得点（2000年-2009年）[8]

| 韓国代表 | 国際Aマッチ | 国際Aマッチ |
| 年       | 出場        | 得点        |
| -------- | ----------- | ----------- |
| 2000     | 16          | 6           |
| 2001     | 11          | 1           |
| 2002     | 14          | 3           |
| 2003     | 3           | 0           |
| 2004     | 15          | 2           |
| 2005     | 4           | 0           |
| 2006     | 9           | 4           |
| 2007     | 2           | 0           |
| 2008     | 4           | 2           |
| 2009     | 4           | 1           |
| 通算     | 82          | 19          |

## タイトル

### クラブ
RSCアンデルレヒト
- ジュピラー・プロ・リーグ : 2003-04

 VfLヴォルフスブルク
- サウジ・クラウン・プリンスカップ : 2008-09

 蔚山現代
- Kリーグカップ : 2011